# Fotografia fine art

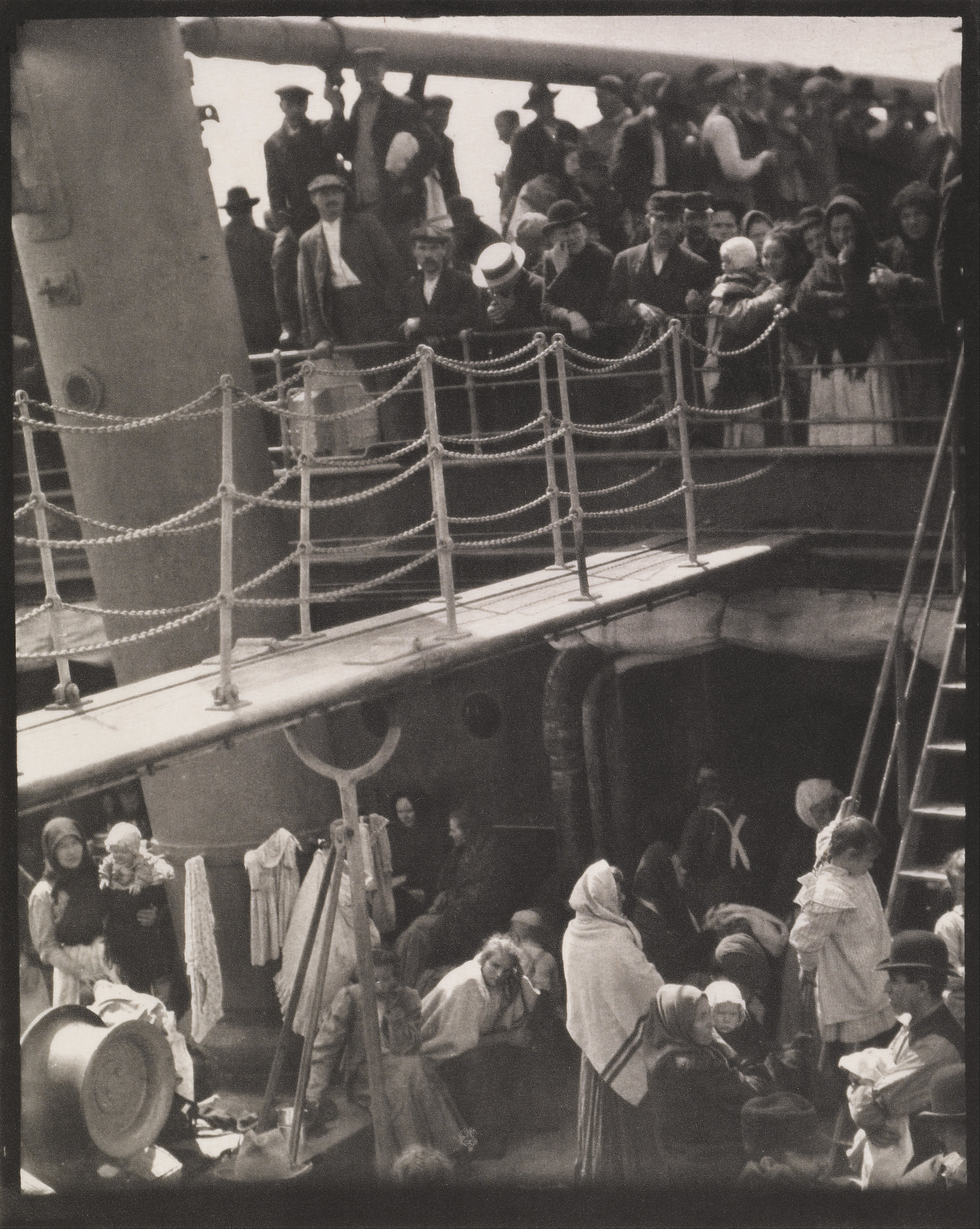
Alfred Stieglitz – Fotografia “The Steerage” (1907), considerada por muitos historiadores a fotografia mais importante já feita. Stieglitz se notabilizou por inserir a fotografia como arte em coleções de museus.

Fotografia de arte é a fotografia criada de acordo com a visão do fotógrafo enquanto artista, usando a fotografia como meio de expressão criativa. O objetivo da fotografia de arte é expressar uma ideia, uma mensagem ou uma emoção. Isso contrasta com a fotografia de caráter representativo, como o fotojornalismo, que fornece um relato documental de assuntos e eventos específicos, representando a realidade objetiva em vez da intenção subjetiva do fotógrafo; e a fotografia comercial, cujo foco principal é promover produtos ou serviços.

## História

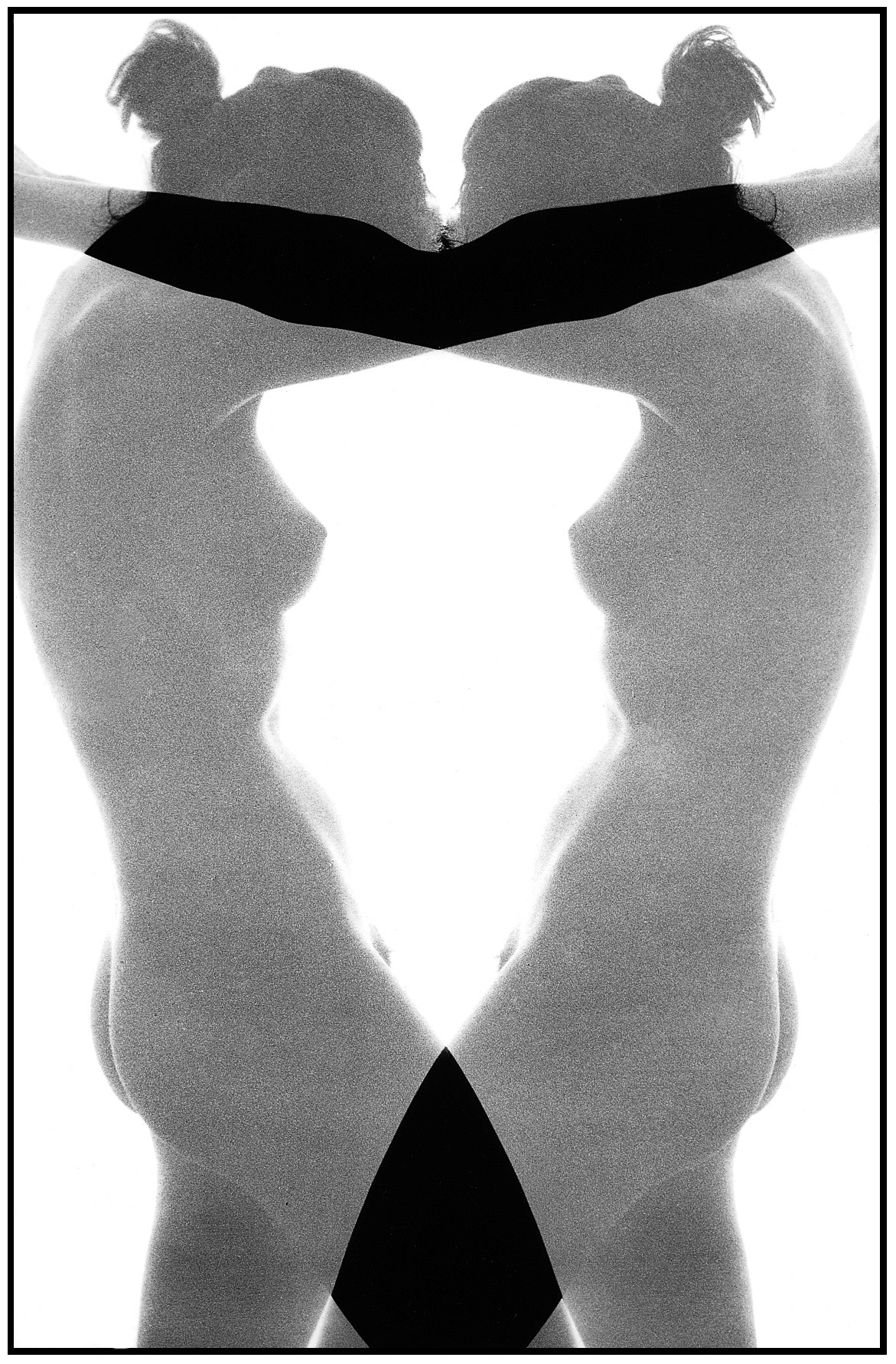
A representação da nudez é um dos temas dominantes na fotografia de arte. Composição nua 19 (1988), de Jaan Künnap.

### Da invenção até 1940
Um historiador de fotografia afirmou que “o mais antigo expoente da fotografia ‘fine art’ ou de composição foi John Edwin Mayall”, que exibiu daguerreótipos ilustrando o Pai Nosso em 1851. Esforços bem-sucedidos para produzir arte por meio da fotografia podem ser rastreados em profissionais da era vitoriana, como Julia Margaret Cameron, Charles Lutwidge Dodgson e Oscar Gustave Rejlander, entre outros. Nos EUA, F. Holland Day, Alfred Stieglitz e Edward Steichen foram determinantes para a inserção da fotografia como arte, e Stieglitz destacou-se em introduzi-la em coleções de museus.
No Reino Unido, ainda na década de 1960, a fotografia não era muito reconhecida como arte. S. D. Jouhar disse, ao fundar a Photographic Fine Art Association à época: “No momento, a fotografia não é geralmente reconhecida além de um ofício. Nos EUA, a fotografia foi abertamente aceita como Arte em certos círculos oficiais. É mostrada em galerias e exposições como arte. Não há reconhecimento equivalente neste país. O London Salon exibe fotografia pictórica, mas não é geralmente compreendida como arte. Seja ou não uma obra com qualidades estéticas, é classificada como ‘fotografia pictórica’, um termo muito ambíguo. O próprio fotógrafo deve ter confiança em seu trabalho, em sua dignidade e valor estético, para forçar o reconhecimento como Arte em vez de Ofício”,
Até meados dos anos 1970, prevaleciam alguns gêneros: nus, retratos e paisagens naturais (como no caso de Ansel Adams). Fotógrafos de destaque entre as décadas de 1970 e 1980, como Sally Mann, Robert Mapplethorpe, Robert Farber e Cindy Sherman, seguiam em boa parte tais gêneros, mas com uma abordagem inovadora. Outros investigavam uma estética de instantâneo.

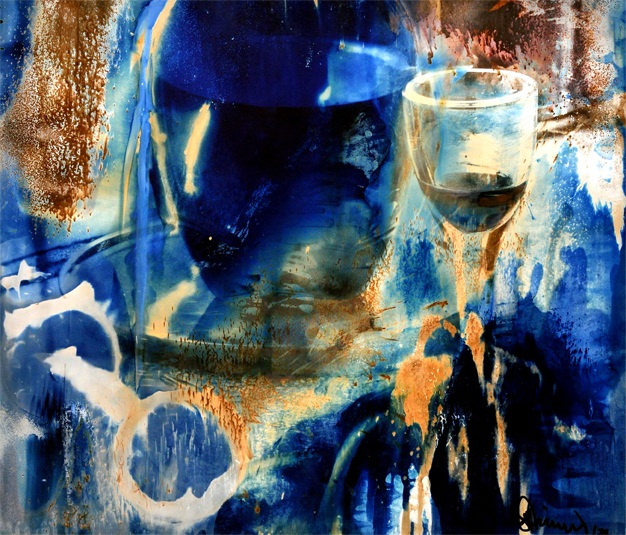
Josef H. Neumann: Chemograma Gustav I (1976)

Em meados da década de 1970, Josef H. Neumann desenvolveu quimigramas, obtidos tanto do processamento fotográfico quanto de pintura em papel fotográfico. Antes da popularização de computadores e de software de edição de imagem, a criação de quimigramas pode ser vista como uma forma inicial de pós-produção analógica, na qual a imagem original é alterada depois da ampliação. Diferente da pós-produção digital, cada quimigrama é uma peça única.
Instituições americanas, como a Aperture Foundation e o Museum of Modern Art (MoMA), contribuíram muito para manter a fotografia no centro das artes. O estabelecimento, pelo MoMA, de um departamento de fotografia em 1940 e a nomeação de Beaumont Newhall como primeiro curador costumam ser citados como confirmação institucional do status da fotografia como arte.

### Dos anos 1950 até hoje
AtualmentePredefinição:Data=dezembro de 2023, há uma tendência de um cuidadoso encenamento e iluminação da cena, em vez de “descobrir” a imagem pronta. Fotógrafos como Gregory Crewdson e Jeff Wall são renomados pela qualidade de suas imagens encenadas. Além disso, os avanços tecnológicos na fotografia digital abriram novo rumo na fotografia em todo o espectro, em que se escolhem filtros cuidadosos em faixas do ultravioleta, visível e infravermelho para produzir novas visões artísticas.

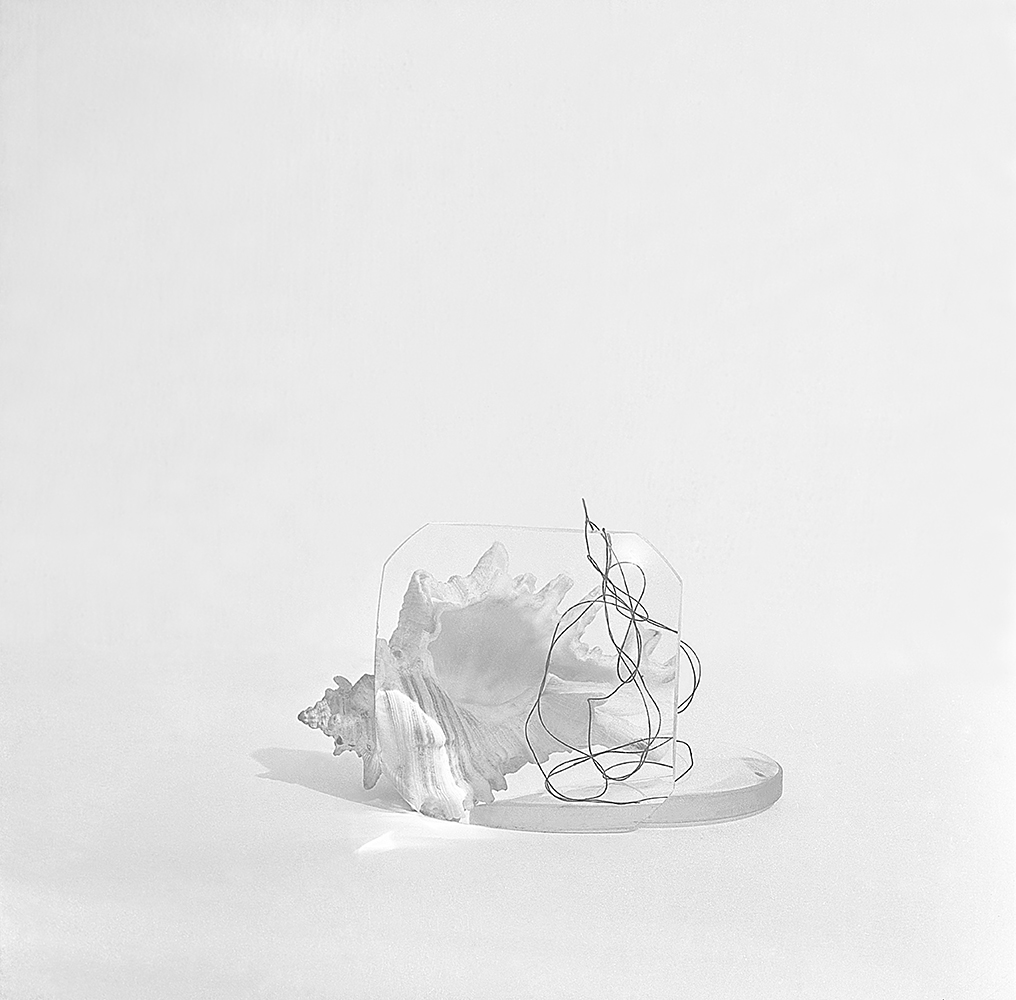
Vasiliy Ryabchenko, Still life (década de 1970)

Conforme a tecnologia de impressão melhorou por volta de 1980, a impressão de edições limitadas de alta qualidade em livro tornou-se área de forte interesse a colecionadores. Isso porque os livros costumam ter alto padrão de produção, pequena tiragem e não costumam ser reimpressos. O mercado colecionador de fotolivros de autores individuais cresce com rapidez.
Segundo “Art Market Trends 2004”, 7 000 fotografias foram vendidas em leilões em 2004, e as fotografias teriam tido aumento médio anual de 7,6% no preço entre 1994 e 2004. Cerca de 80% foram vendidas nos EUA, mas as vendas em leilões correspondem apenas a fração das vendas privadas. Hoje há um mercado ativo de colecionadores pelos quais os mais procurados fotógrafos de arte produzem impressões de alta qualidade, em tiragens estritamente limitadas. Tentativas de varejistas de arte on-line em vender fotografia de arte ao público geral, ao lado de reproduções de pinturas, têm tido resultados mistos, com grandes vendas apenas para grandes nomes, como Ansel Adams.
Além do “movimento digital”, que envolve manipulação, filtragem ou alterações de resolução, alguns artistas deliberadamente buscam uma abordagem “naturalista”, em que a “iluminação natural” é um valor em si. Às vezes, a obra de arte, como no caso de Gerhard Richter, consiste numa imagem fotográfica que depois foi pintada a óleo e/ou possui algum significado político ou histórico, além da própria imagem. A existência da “pintura projetada fotograficamente” hoje confunde a separação outrora absoluta entre pintura e fotografia.

## Molduras e tamanho de impressão
Até meados dos anos 1950, era visto como vulgar e pretensioso emoldurar fotografias para exibição em galerias. Normalmente, as impressões eram coladas em placas de madeira ou em compensado, ou recebiam uma borda branca no laboratório e, então, fixadas com alfinetes nos cantos para serem exibidas. Com isso, eram apresentadas sem reflexos de vidro. A famosa mostra “The Family of Man” (A Família do Homem), de Edward Steichen, não tinha molduras, as fotografias eram coladas em painéis. Mesmo em 1966, a exposição de Bill Brandt no MoMA exibia imagens simples, coladas a folhas finas de madeira. Da metade da década de 1950 até mais ou menos 2000, a maioria das exposições incluía impressões emolduradas atrás de vidro. Mas desde 2000, aproximadamente, nota-se tendência de voltar a apresentar impressões contemporâneas em placas, sem vidro. Além disso, ao longo do século 20, houve aumento perceptível no tamanho de impressão.

## Política

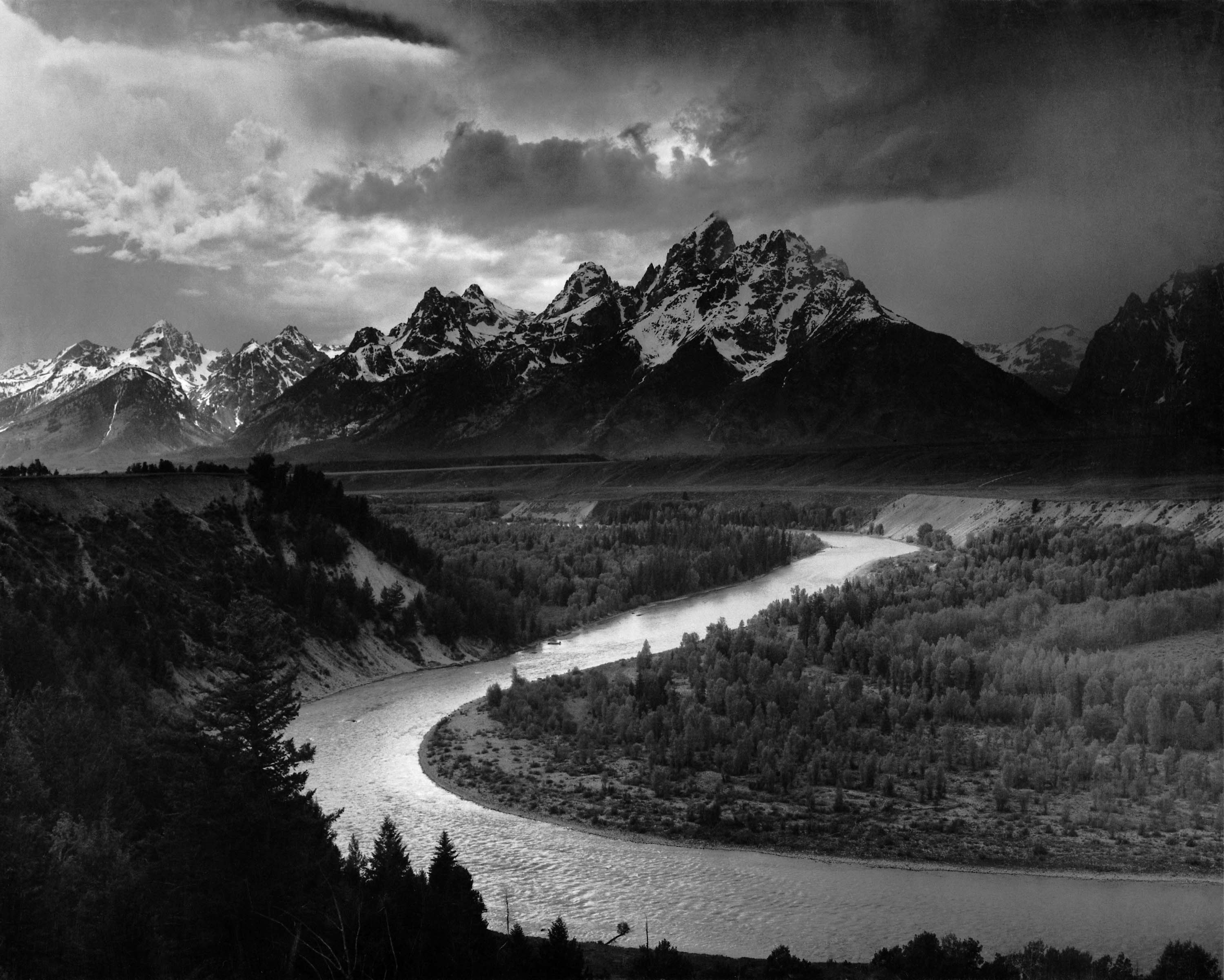
Ansel Adams, The Tetons and the Snake River (1942)

A fotografia de arte nasce sobretudo como expressão da visão do artista, mas também assumiu papel importante em algumas causas. O trabalho de Ansel Adams em Yosemite e Yellowstone é um exemplo. Adams é um dos fotógrafos de arte mais reconhecidos do século 20 e defendia avidamente a conservação ambiental. Embora seu foco principal fosse a fotografia como arte, parte de suas obras evidenciou a beleza da Sierra Nevada e ajudou a construir suporte político para sua proteção.
Esse tipo de fotografia também teve efeitos no campo das leis de censura e liberdade de expressão, por conta do envolvimento com o corpo nu.

## Intersecção com outros gêneros
Se a fotografia de arte pode se sobrepor a outros gêneros, merecem especial atenção a fotografia de moda e o fotojornalismo.
Em 1996, afirmou-se que havia uma “recente diluição de fronteiras entre a fotografia comercial ilustrativa e a fotografia de arte”, sobretudo na área de moda. Exposição dessa sobreposição é vista em palestras, em exposições, em feiras como a Art Basel Miami Beach, e em livros.
O fotojornalismo e a fotografia de arte se cruzam a partir do fim dos anos 1960 e 1970, quando... “fotógrafos de notícias formaram ligações com a fotografia de arte e a pintura.” Em 1974, o International Center of Photography foi inaugurado com ênfase tanto no “fotojornalismo humanitário” quanto na “fotografia de arte.” Em 1987, “fotos tiradas em pautas para revistas e jornais agora reaparecem – em molduras – nas paredes de museus e galerias.”
Aplicativos de smartphone como o Snapchat às vezes são usados para fotografia de arte.

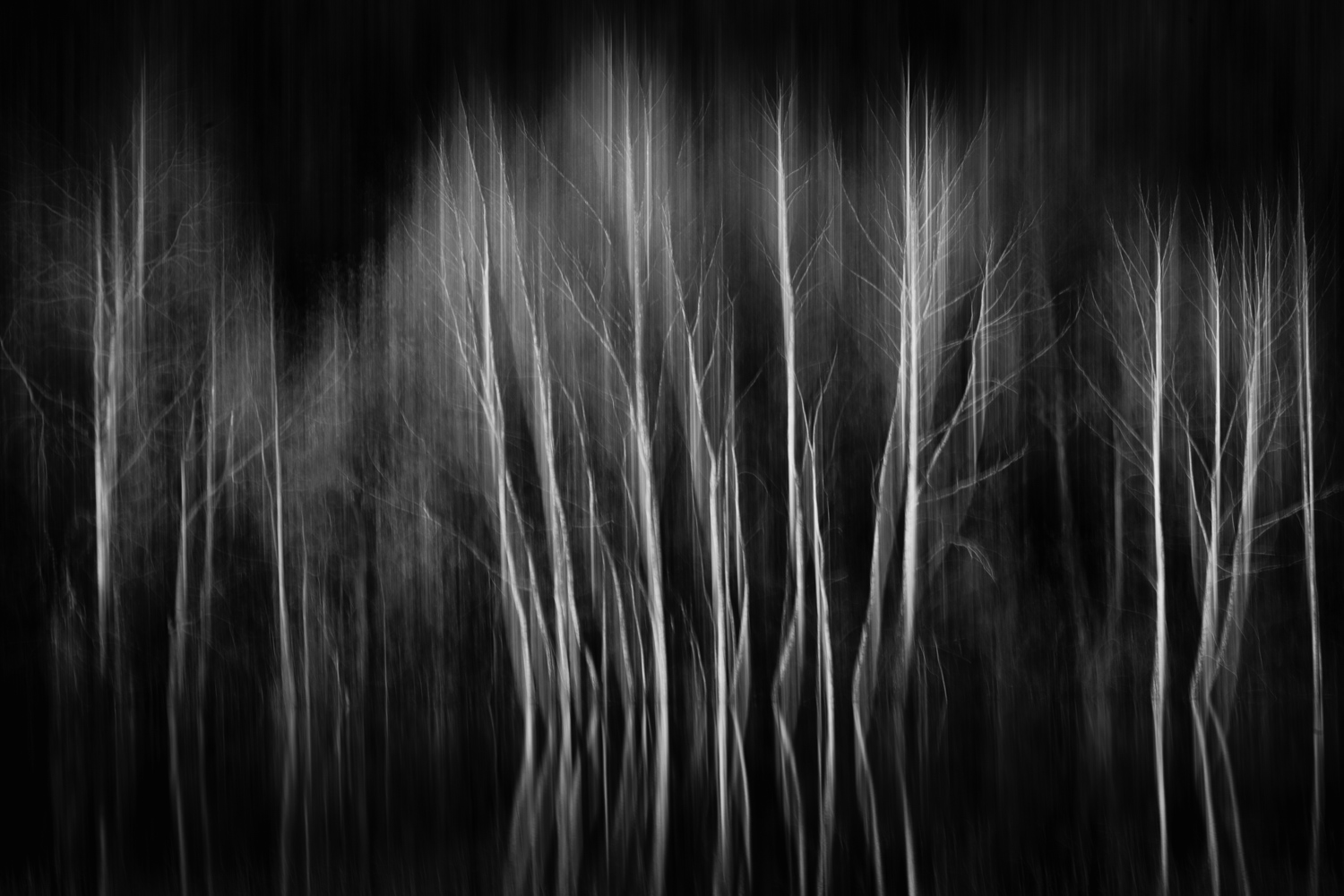
Martin Vorel, Birches (2021)

## Lista de definições
Seguem definições dos termos “fotografia de arte”, “fotografia artística” e “fotografia fine art”.

### Em obras de referência
Algumas definições encontradas em obras de referência:
- “Arte fotográfica”: “Fotografia feita como arte – isto é, visando expressar as percepções e emoções do artista e compartilhá-las com o público.”[20]
- “Fotografia de arte”: “Imagem produzida para venda ou exibição, não em resposta a uma encomenda comercial.”[21]
- “Fotografia de arte”: “Produção de imagens para realizar a visão criativa do fotógrafo... sinônimo de ‘fotografia artística’.”[22]
- “Arte fotográfica”: "Um termo frequentemente usado, porém vago. A ideia subjacente é que o criador da imagem buscou algo além de uma simples reprodução realista do assunto, procurando transmitir uma impressão pessoal." [23]
- “Fotografia de arte”: Também chamada de “fotografia decor”, ou “foto decor,” refere-se a “vender grandes fotos... que possam ser usadas como arte de parede.”[24]

### Em artigos acadêmicos
Entre as definições encontradas em artigos acadêmicos:
- Em 1961, S. D. Jouhar fundou a Photographic Fine Art Association, e era seu presidente. Eles definiam a Fotografia de Arte como “Criar imagens que despertem emoção através de um processo fotográfico no qual a mente e a imaginação se exercitem livre mas competentemente.”[25]
- Dois estudos de Christopherson (1974) definiram “fotógrafos de arte” como “aqueles que criam e distribuem fotografias especificamente como ‘arte’.”[26][27]
- Um estudo etnográfico e histórico de 1986 por Dona Schwartz não definiu “fotografia de arte”, mas comparou-o com “fotografia de clube” (amadora).[28] Concluiu que a fotografia de arte “está vinculada a outras mídias” como a pintura; “responde a sua própria história e tradições” (em vez de “ambicionar os mesmos feitos de seus antecessores”); “tem seu vocabulário próprio”; “veicula ideias” (p. ex., “o interesse pela forma supera o conteúdo”); “é inovadora”; “é pessoal”; “é um estilo de vida”; e “atua no mundo do comércio.”[28]

### Na World Wide Web
Entre as definições encontradas na Web:
- Os Library of Congress Subject Headings usam “fotografia de arte” para “fotografia de obras de arte” e “fotografia artística” (i.e., “Photography, artistic”) para “fotografia como arte, incluindo teoria estética.”[29]
- O Art & Architecture Thesaurus declara que “fotografia de arte” (termo preferido) ou “fotografia artística” é “o movimento na Inglaterra e Estados Unidos, de cerca de 1890 até início do século 20, promovendo diversas abordagens estéticas. Historicamente, às vezes aplicado a qualquer fotografia cuja intenção seja estética, distinguindo de científica, comercial ou jornalística.”[30]
- Definições de “fotografia de arte” em páginas estáticas de fotógrafos variam desde “subconjunto das belas-artes produzido com uma câmera”[31] até “fotografia com reprodução limitada, usando materiais e técnicas que sobrevivem ao artista.”[32]
- Sobre a noção de tiragem limitada, no sistema legal francês existe uma definição rigorosa sobre fotografia de arte ser considerada obra de arte. O código tributário declara que “são consideradas obras de arte as fotografias realizadas pelo artista, tiradas por ele ou sob seu controle, assinadas e numeradas em, no máximo, trinta exemplares, incluindo todos os formatos e montagens”,[33]